# Віттов

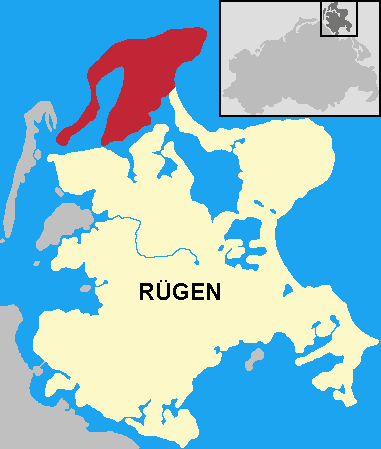
Півострів Віттов (червоний)

Віттов нім. Wittow — півострів, північна частина острова Рюген. Він омивається Балтійським морем з півночі і сходу, затокою Вікер (нім. Wieker) на заході і водами затоки Великий Ясмунд на півдні і сході.
Віттов з'єднується з півостровом Ясмунд вузькою смужкою суші — косою Шааб (нім. Schaabe). Віттов був окремим островом до середньовіччя.
Найзахіднішою частиною півострова є мис Буг (нім. Bug) — це найдовша піщана коса близько 8 км завдовжки і лише кілька сотень метрів завширшки. Мис Аркона є краєм (частиною) півострова Віттовт, і знаходиться за декілька кілометрів на північ від національного парку Ясмунд.
На півострові переважають скелі на півночі та мілководні затоки на півдні. Через своє відкрите для вітру розташування Віттов також називають Вітряною країною.
Найпівнічнішою точкою півострова є — нім. Gellort, — близько 1 км на північний захід від мису Аркона.
Основні міста: Дранске (нім. Dranske), Breege, Альтенкірхен (Рюген). На півострові розташована комуна «Вік» (нім. Wiek) у землі Мекленбург — Передня Померанія.

## Клімат
Середня температура повітря на мисі Аркона становить 7,9 °C, середні опади — 521 мм опадів на рік.